# Královský pivovar Krušovice

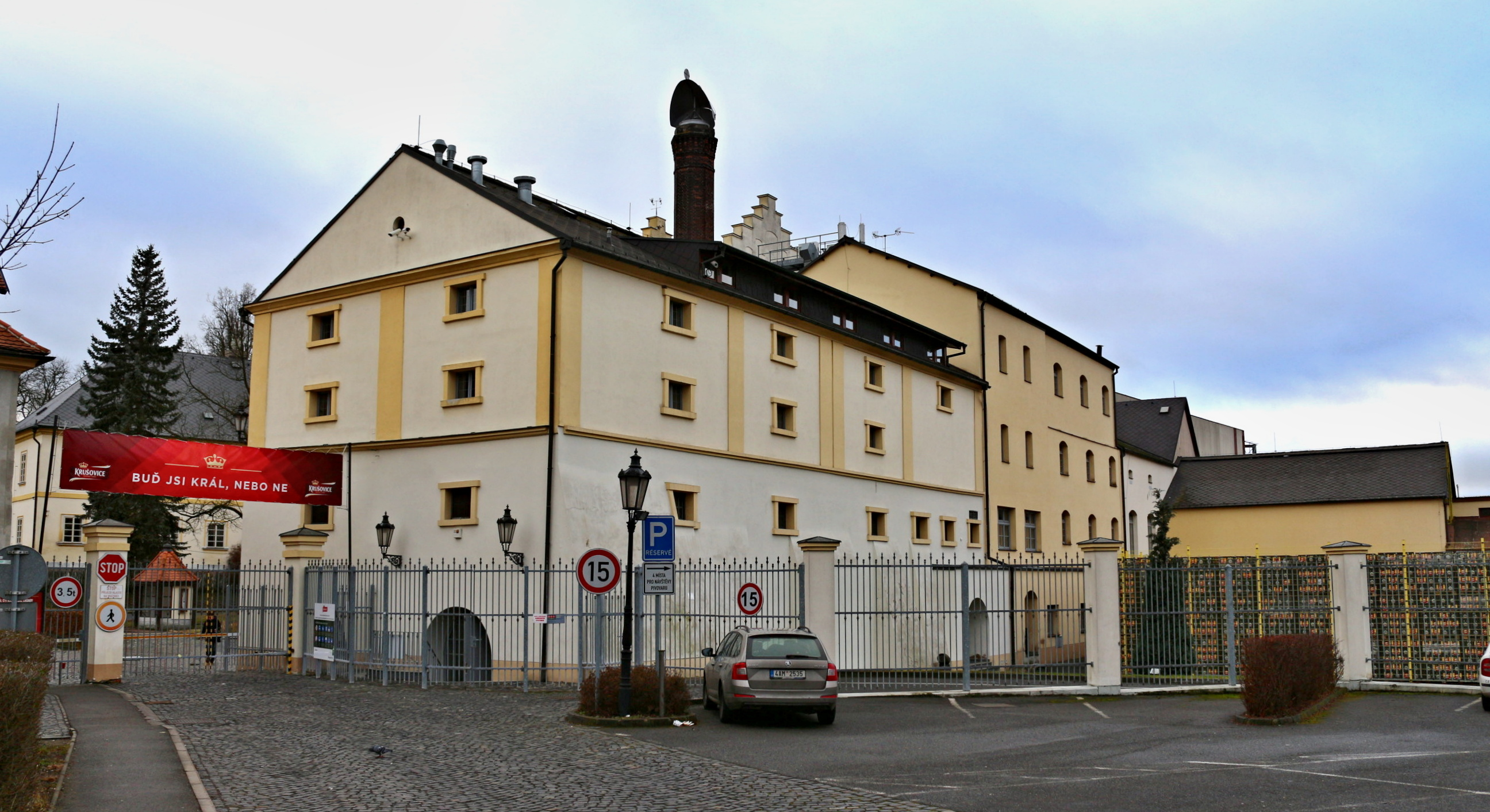
Stará budova pivovaru

Královský pivovar Krušovice je jedním z nejstarších pivovarů na území Česka, který vznikl již v roce 1517 na základě Svatováclavské smlouvy. Pivovar sídlí v obci Krušovice na Rakovnicku. V současnosti patří do majetku akciové společnosti Královský pivovar Krušovice a.s. produkující pivo plzeňského typu Krušovice.[zdroj?] Pivovar je od roku 2008 součástí nadnárodní firmy Heineken.

## Dějiny pivovaru

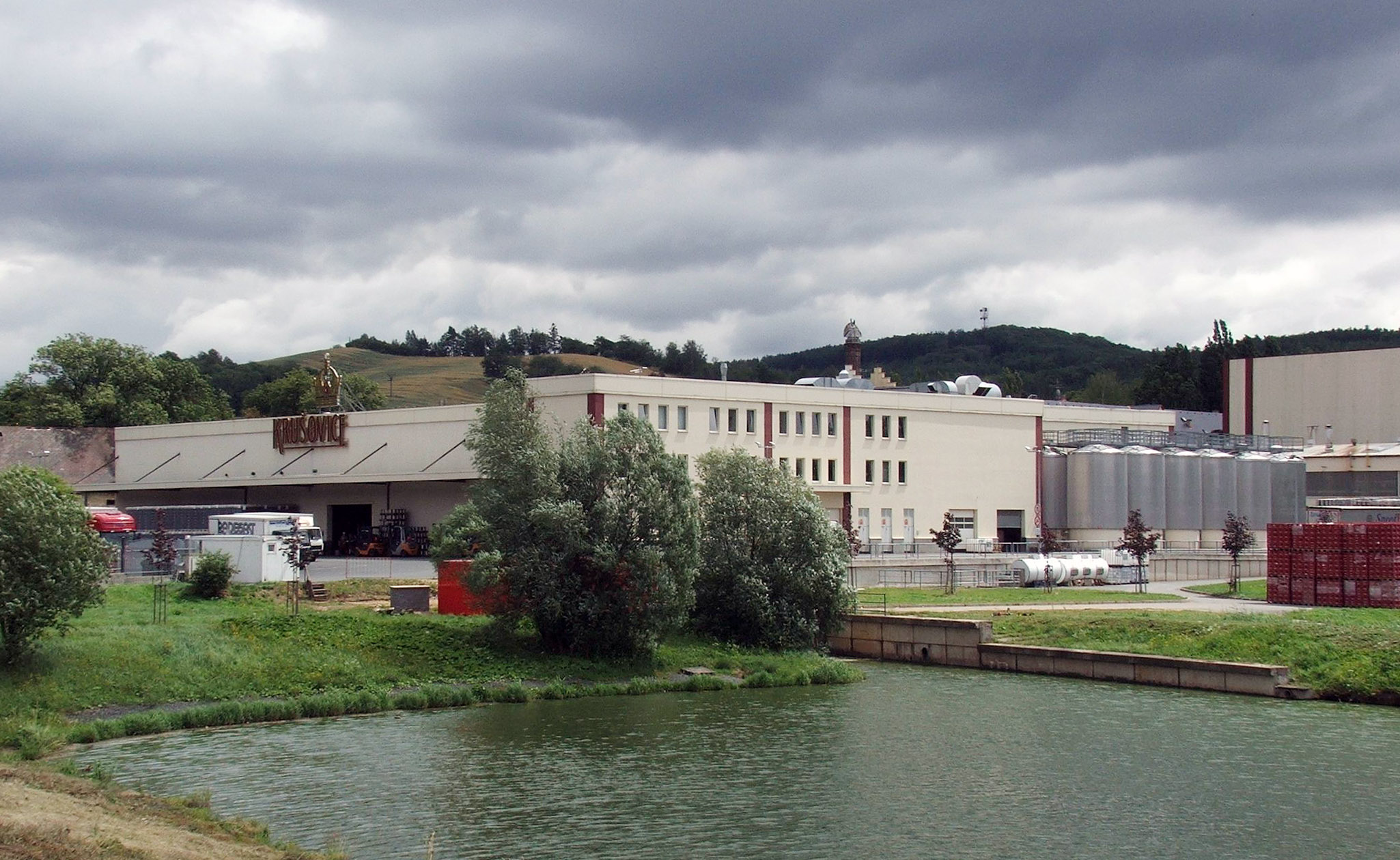
Královský pivovar Krušovice

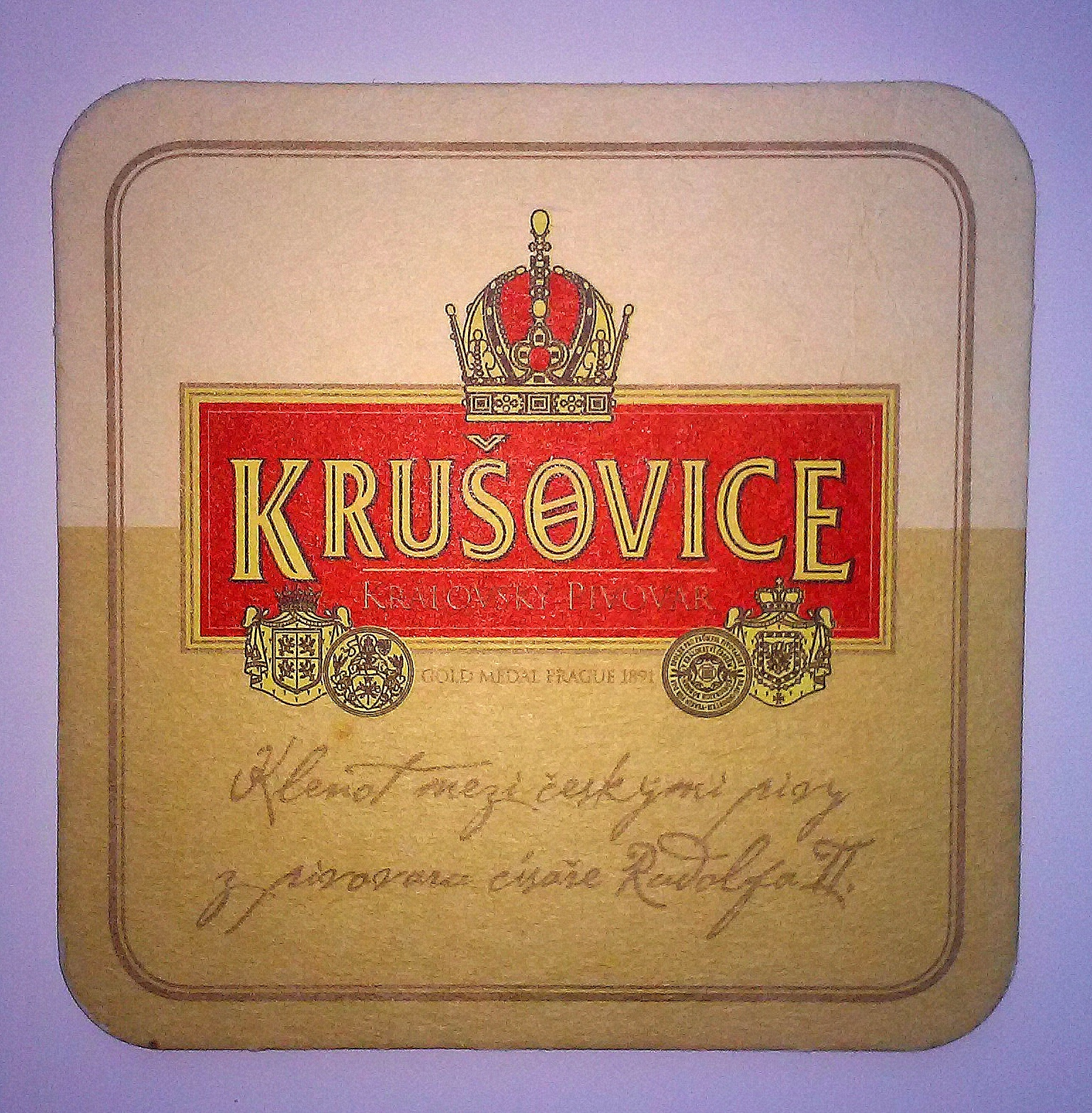
Podtácek s logem Krušovického piva

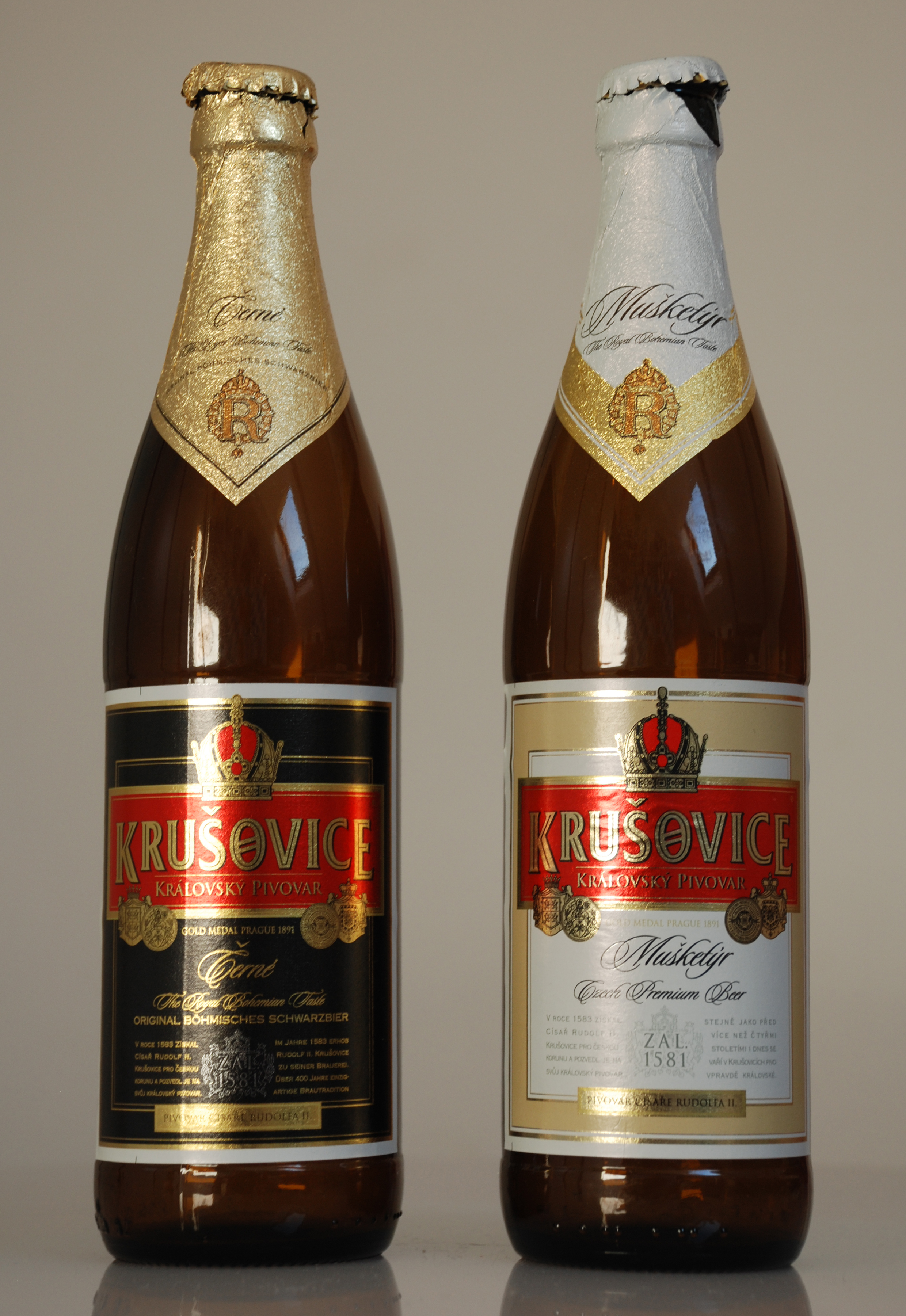
Krušovické lahvové pivo: černé a Mušketýr

Krušovický pivovar byl založen na základě Svatováclavské smlouvy z roku 1517, jež opravňovala šlechtu k vaření piva na svých statcích. Přesné datum vzniku pivovaru není známo a leží někde mezi roky 1517 a 1581. První konkrétní zmínka pochází z roku 1581, kdy je doložen první známý majitel panství Jiří Bírka z Násile, jenž nabídl pivovar ke koupi císaři Rudolfovi II. V té době se pivovar skládal z jednoho kvasného a šesti pivních sklepů, dvou chmelnic, dvou mlýnů a šenku. O dva roky později pivovar skutečně přešel do vlastnictví koruny, když ji císař Rudolf II. po zakoupení v roce 1583 připojil ke křivoklátskému panství. Císař nechal krušovické pivo dodávat také na Pražský hrad, což ostatně zůstalo tradicí dodnes a odtud pochází označení královský pivovar.
V roce 1685 pivovar získal Arnošt Josef z Valdštejna. Ten nechal vybudovat novou sladovnu a mlýn. Po Valdštejnově smrti přešlo roku 1733 Krušovické panství a pivovar jako věno s jeho dcerou Marií do majetku knížat z Fürstenberka. Fürstenberkové vestavěli nový parní stroj a přestavěli sušárnu sladu, a obilí, várnu a chladírnu.
Díky své poloze v blízkosti obchodních cest z německých zemí do Prahy a dostupnosti domácích surovin ječmene, chmele a dobré varné vody z Křivoklátských lesů se pivovar velmi příznivě rozvíjel.
Po druhé světové válce byl 15. listopadu 1945 pivovar jedním z Benešových dekretů zestátněn. Roku 1961 se stal součástí národního podniku Středočeské pivovary n.p. V roce 1991 se pivovar opět osamostatnil, avšak prozatím zůstal v majetku státu.
1. ledna 1992 byl pivovar Krušovice byl přeměněn na akciovou společnost a v témže roce byla instalována první plnicí linka pro sudy typu keg v Česku. Kromě toho byl zahájen vývoz piva do USA a Spojeného království.
V roce 1994 podnik koupila společnost Binding-Gruppe (od roku 2002 Radeberger Gruppe) a pokračovala v modernizaci. O rok později byl změněn název pivovaru na Královský pivovar Krušovice a vytvořeno nové logo společnosti. Od roku 1996 byla navýšena kapacita lahvování, v září 1999 byl zprovozněna nová linka, o dva roky později byla stará várna zrušena a budova stržena.
V červnu 2007 majitel Radeberger Gruppe prodal pivovar nizozemské společnosti Heineken, avšak prodej pod označením Krušovice pro německý trh zůstal i nadále v rukou společnosti Radeberger.

## Produkty
- Krušovice Královský Ležák 12 - světlý ležák (alk. 5,0 %. obj.)
- Krušovice Královský Originál 10 - světlé výčepní pivo (alk. 4,2 %. obj.)
- Krušovice Královsky Hořké Nealko - plná chuť a hořkost jako ležák
- Krušovice Královské Černé - tmavé pivo (alk. 3,8 %. obj.)
- Krušovice 11 Mušketýr (alk. 4,6 %. obj.)
- Krušovice Pšeničné - svrchně kvašený nefiltrovaný pšeničný ležák (alk. 4,6%)
- Krušovice Nefiltr - světlé plné pivo (alk. 5,0%)

## Zajímavosti

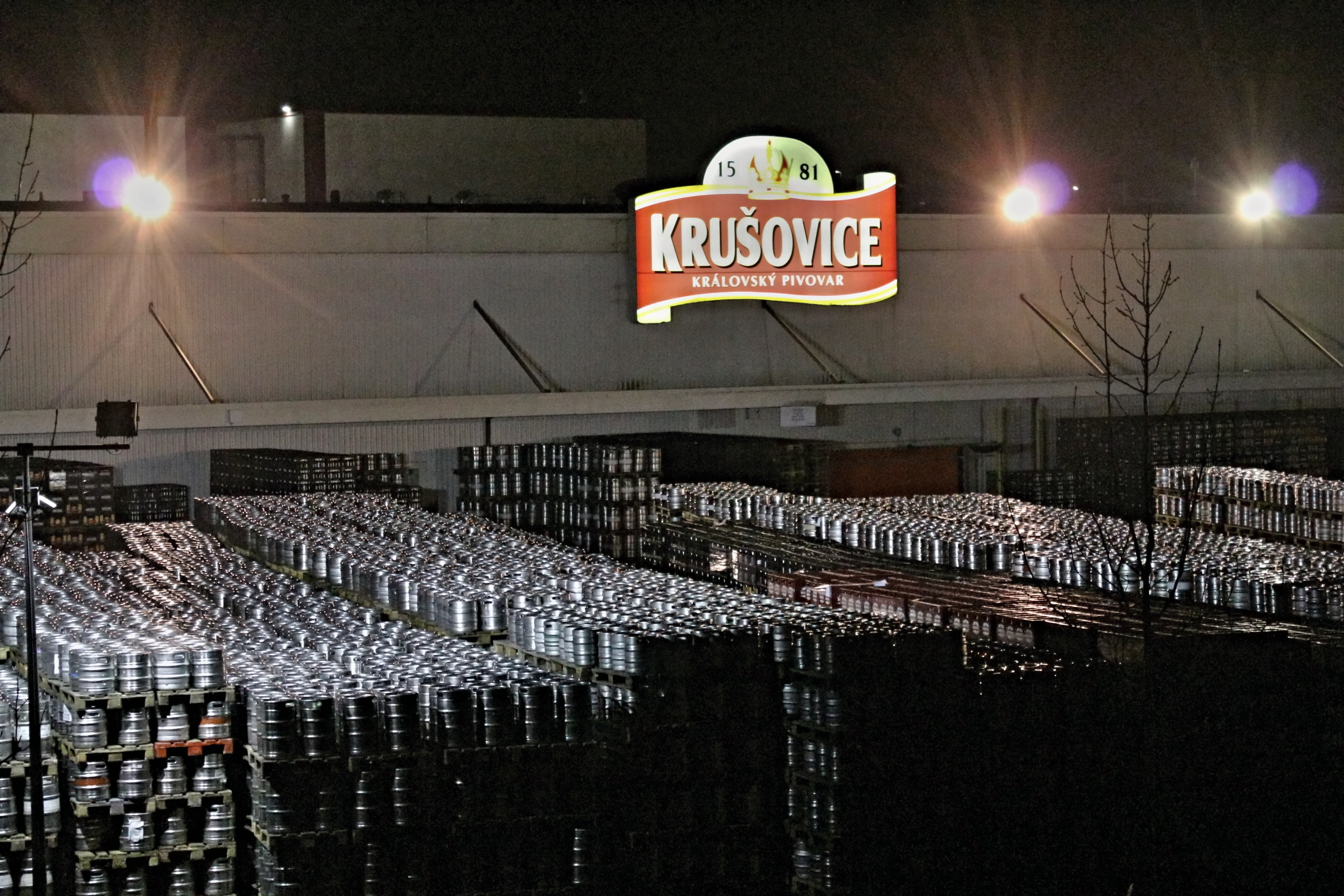
Vyrovnané barely před halou pivovaru

Krušovice se staly oficiálním sponzorem mistrovství světa v ledním hokeji (v letech 2015 a 2016).